# Instituto Di Tella
L'Institut Di Tella (Instituto Di Tella) est un centre de recherche culturelle sans but lucratif établi à Buenos Aires, en Argentine.
Il a été fondé le 22 juillet 1958 par la Fundación Di Tella (es), en hommage à l'ingénieur et chef d'entreprise italo-argentin Torcuato Di Tella, et a fermé ses portes en 1970.

## Histoire de l'institut
Situé dans la Calle Florida au numéro 936, « La Pomme Folle » comportait diverses salles d'exposition et un auditoire pour 244 spectateurs. Le centre a connu son plus grand essor entre 1965 et 1970, lorsqu'il était le « temple des avant-gardes artistiques ». Il a été durement combattu par le gouvernement de facto de Juan Carlos Onganía qui l'a fermé en 1970.
Pépinière de talents, ses anciens élèves sont connus comme étant la « Generación del Di Tella ». Parmi les artistes qui ont participé aux activités de l'institut figurent Antonio Berni, Leopoldo Maler, Líbero Badíi, Luis Fernando Benedit, Delia Cancela, Jorge de la Vega, Ernesto Deira, Romulus Macció, Luis Felipe Noé, Gyula Košice, Julio Le Parc, Pérez Celis, Rogelio Polesello, Antonio Seguí, Clorindo Testa, Ary Brizzi, Carlos Silva, Carlos Mathus et son TIM Théâtre, Alicia Penalba, Lea Lublin, Roberto Aizenberg, Federico Manuel Peralta Ramos, Emilio Renart, Luis Alberto Wells, Dalila Puzzovio, Antonio Trotta , David Lamelas, Juan Carlos Distéfano, Marta Minujín, Susana Salgado, Alfredo Rodríguez Arias, Oscar Bony, Juan Stoppani, Edgardo Giménez, León Ferrari, Mercedes Esteves, Carlos Squirru, Pablo Suárez, Oscar Palacio, Margarita Paksa, Ricardo Carreira, Pablo Mesejean, Inés Gross, Adolfo Bronowsky, Roberto Jacoby, Pablo Menicucci, Liliana Porter, Luis Camnitzer, Osvaldo Romberg, Luis Pazos, Ana Kamien, Jorge Luján Gutiérrez, Alberto Greco, Fernando von Reichenbach, Gerardo Chiarella II, Jorge Bonino, Graciela Martínez, Iris Scaccheri (es), Federico Klemm, Juan Gatti, Rubén Santantonín, etc.

## Origine
À ses débuts, l'Instituto Di Tella a hébergé le théâtre, la musique et la peinture d'avant-garde. De nombreux artistes maintenant consacrés y ont fait leurs premiers pas. Son activité a marqué une ère nouvelle dans l'art local. Postérieurement, le centre a élargi son domaine d'activité pour inclure toutes les sciences sociales avec l'objet de soutenir la recherche sociale.
Les centres d'Art et Musique ont été fermés par des problèmes économiques en mai 1970. Les autres centres continuèrent à opérer et ils ont donné lieu à l'Université Torcuato Di Tella (en). La bibliothèque de l'Institut Di Tella est une des plus prestigieuses d'Amérique latine dans le champ des sciences sociales. Son patrimoine bibliographique est de 60 000 volumes et il maintient une hémérothèque de 1 400 titres, tant nationaux qu'étrangers.

## Directeurs entre 1963-1970
- Enrique Oteiza (directeur exécutif)
- Jorge Romarin Brest[2] (Centre d'arts visuels)
- Roberto Villanueva (Centre d'expérimentation audiovisuelle)
- Alberto Ginastera (Centro Latinoamericano de Altos Estudios Musicales (es) (CLAEM, Centre latino-américain des hautes études musicales)

Personnalités
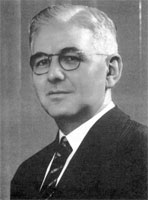
Torcuato Di Tella.
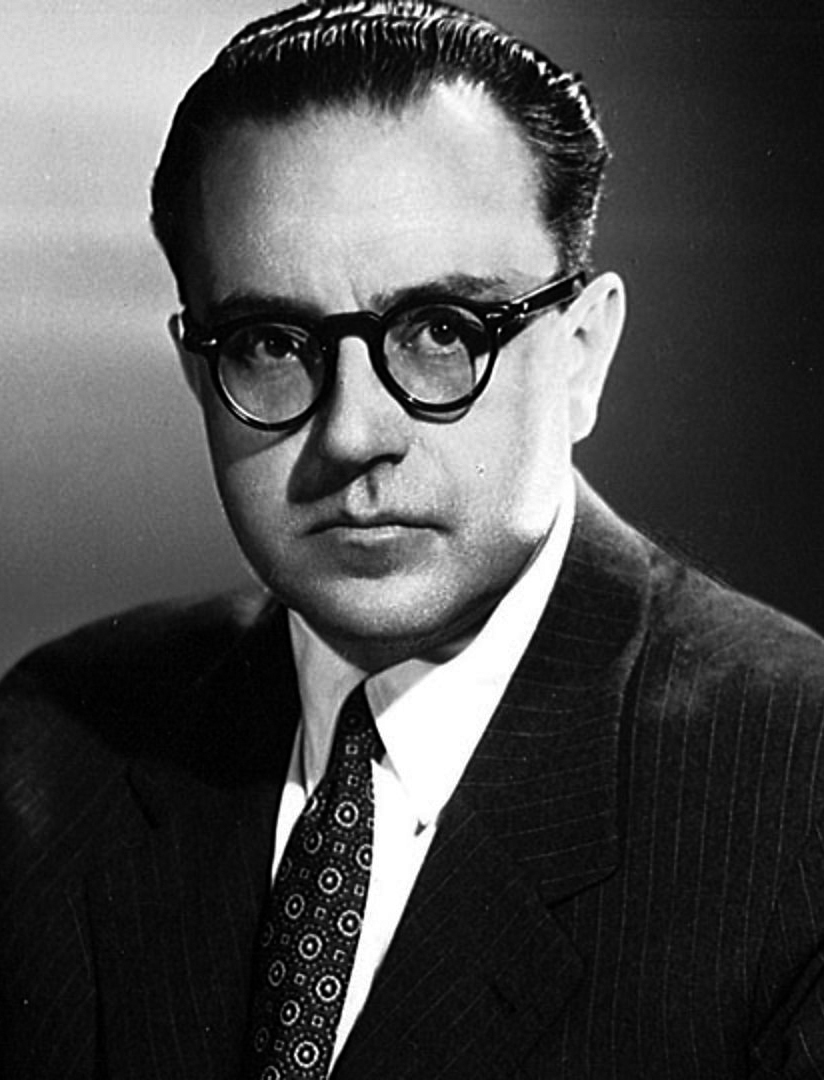
Alberto Ginastera.
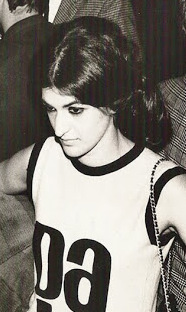
Dalila Puzzovio.
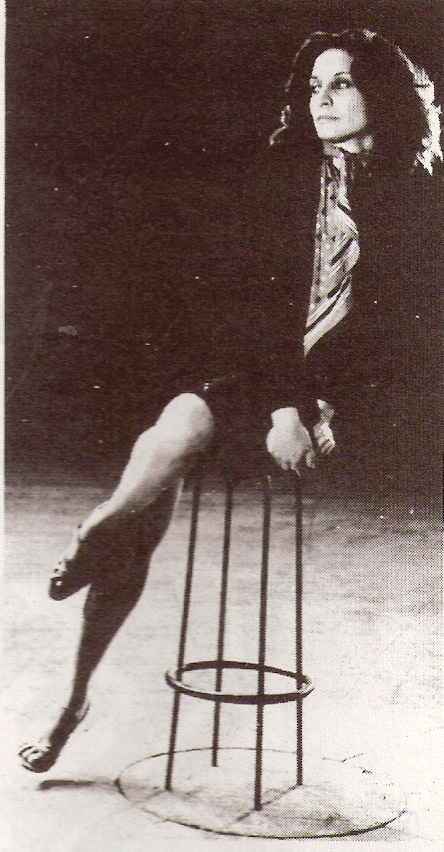
Iris Scaccheri (es)